# Georges Méliès
Marie-Georges-Jean Méliès (París, 8 de diciembre de 1861-París, 21 de enero de 1938) fue un ilusionista y cineasta francés famoso por liderar muchos desarrollos técnicos y narrativos en los albores de la cinematografía. 
Méliès, un prolífico innovador en el uso de efectos especiales, popularizó técnicas como el stop trick y fue uno de los primeros cineastas en utilizar exposiciones múltiples, la cámara rápida, las disoluciones de imágenes y la película en colores. Fue también pionero en el uso de guiones gráficos. Gracias a su habilidad para manipular y transformar la realidad a través de la cinematografía, Méliès es recordado como un «mago del cine». 
Dos de sus películas más famosas, Viaje a la Luna (1902) y Viaje a través de lo imposible (1904), narran viajes extraños, surreales y fantásticos inspirados por Julio Verne y están consideradas entre las películas más importantes e influyentes del cine de ciencia ficción. Méliès fue también un pionero del cine de terror con su temprana película Le Manoir du Diable (1896).

## Biografía

### Inicios
Nació el 8 de diciembre de 1861 en su casa Saint-Martin de París. Director de teatro y actor, su padre era un conocido empresario del calzado parisino. Desde pequeño mostró interés y habilidad en el dibujo. Durante su estancia en Inglaterra, y debido a que su falta de soltura con el idioma le impedía comprender las obras de teatro, entró en contacto con el mundo del ilusionismo al frecuentar la "Egyptian Hall", sala de variedades dirigida por el célebre mago Jasper Maskelyne.
Más tarde regresa a París, y a pesar de sus intenciones de ingresar en la Escuela de Bellas Artes, es obligado por su familia a participar en el negocio del calzado. Se encargó de la reparación y el perfeccionamiento tecnológico de esta industria, mostrando las habilidades mecánicas que posteriormente le resultarían tan útiles. Cuando su padre se retiró del negocio, Méliès se negó a continuar con el mismo, utilizando su parte del reparto para comprar en 1888 el teatro "Robert Houdin", del que era asiduo visitante.
Georges Méliès estudió en el Liceo Michelet desde los siete años hasta que fue bombardeado durante la guerra franco-prusiana; posteriormente fue enviado al prestigioso Liceo Louis-le-Grand. En sus memorias, Méliès hizo hincapié en su educación formal y clásica, en contraste con las acusaciones que recibió al principio de su carrera de que la mayoría de los cineastas habían sido "analfabetos incapaces de producir nada artístico" . Sin embargo, reconocía que sus instintos creativos solían pesar más que los intelectuales: "La pasión artística era demasiado fuerte para él, y mientras reflexionaba sobre una composición francesa o un verso en latín, su pluma esbozaba mecánicamente retratos o caricaturas de sus profesores o compañeros, cuando no algún palacio de fantasía o un paisaje original que ya tenía el aspecto de un decorado de teatro." A menudo castigado por los profesores por cubrir sus cuadernos y libros de texto con dibujos, el joven Georges empezó a construir teatros de marionetas de cartón a los 10 años y a fabricar sofisticadas marionetas cuando era adolescente. Méliès se graduó en el Lycée con un bachillerato en 1880.

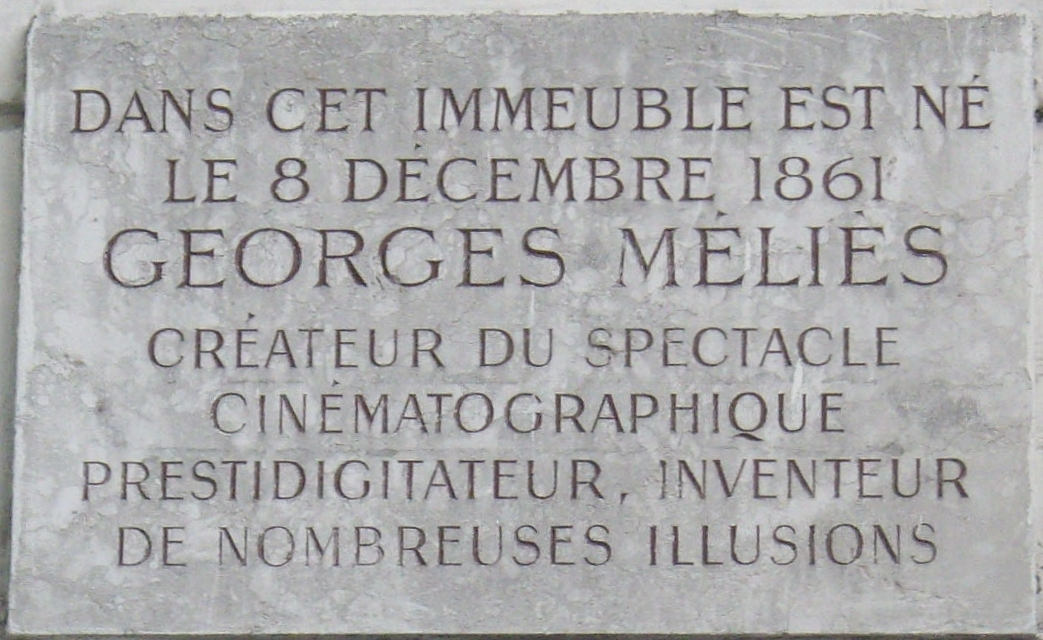
Placa conmemorativa del lugar de nacimiento de Méliès - "En este bloque de pisos nació el 8 de diciembre de 1861 Georges Méliès, creador del espectáculo cinematográfico, prestidigitador, inventor de numerosas ilusiones".

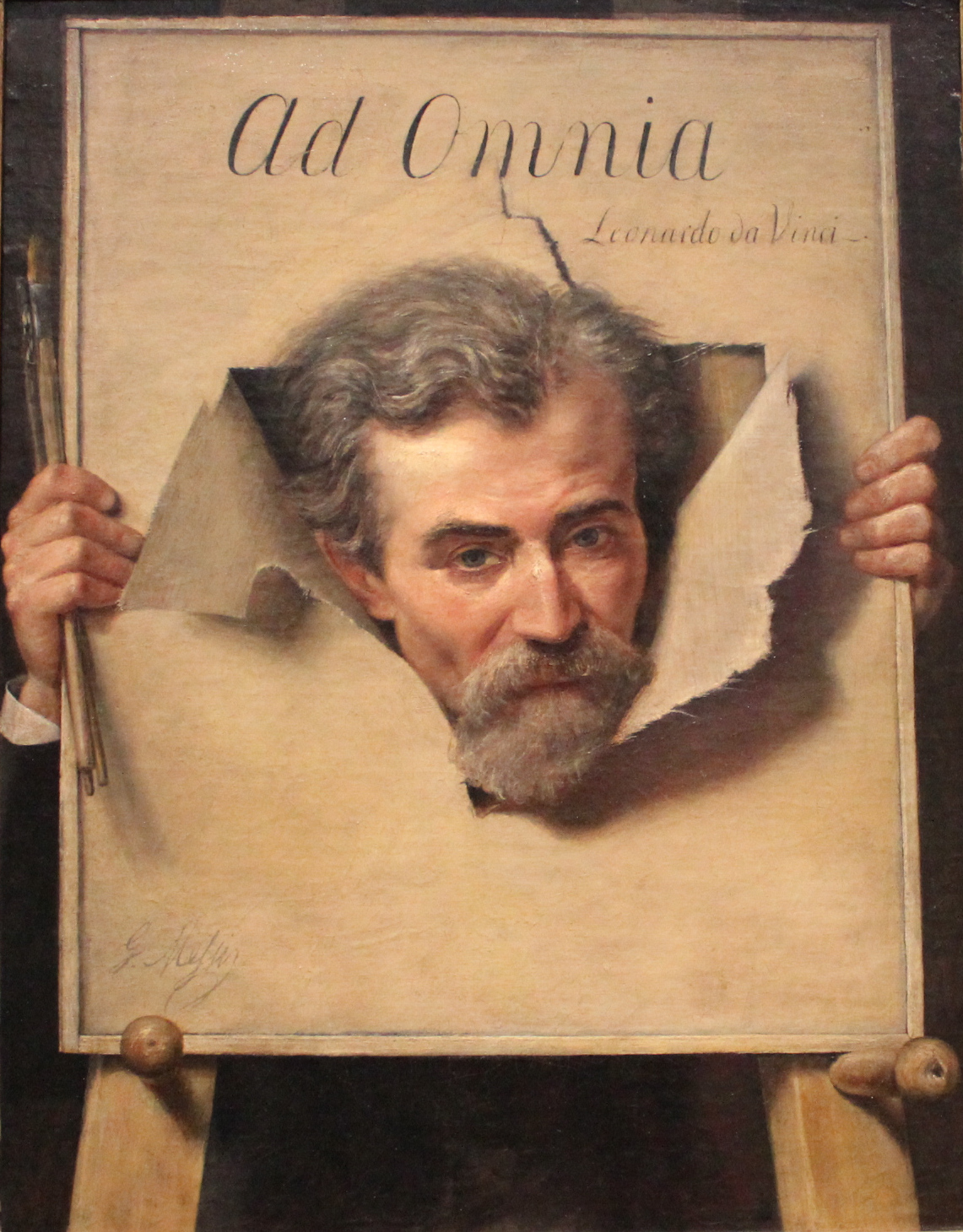
Un cuadro de Méliès, c. 1883, Museo Wallraf-Richartz, Colonia, Alemania.

## Carrera escénica
Tras completar su educación, Méliès se unió a sus hermanos en el negocio familiar de calzado, donde aprendió a coser. Después de tres años de servicio militar obligatorio[cita requerida], su padre lo envió a Londres para trabajar como empleado de un amigo de la familia y mejorar su inglés. Durante su estancia en Londres, comenzó a visitar el Egyptian Hall, dirigido por el ilusionista londinense John Nevil Maskelyne, y desarrolló una pasión de por vida por la magia escénica. Méliès regresó a París en 1885 con un nuevo deseo: estudiar pintura en la École des Beaux-Arts. Sin embargo, su padre se negó a apoyarle económicamente como artista, por lo que Georges se conformó con supervisar la maquinaria de la fábrica familiar. Ese mismo año evitó el deseo de su familia de que se casara con la cuñada de su hermano y se casó con Eugénie Génin, la hija de un amigo de la familia cuyos tutores le habían dejado una cuantiosa dote. Tuvieron dos hijos: Georgette, nacida en 1888, y André, nacido en 1901.

### Teatro
Con la incesante capacidad para el trabajo que caracterizó su vida, entre los años 1889 y 1890 combinó sus labores de director del teatro con las de reportero y dibujante en el periódico satírico La Griffe, donde su primo Adolphe ejercía como redactor jefe. Durante los años siguientes se escenifican en el teatro espectáculos de ilusionismo, cuyos decorados, trucos y maquinaria fueron en su mayoría creados por el propio Méliès.

## Principios de su carrera cinematográfica

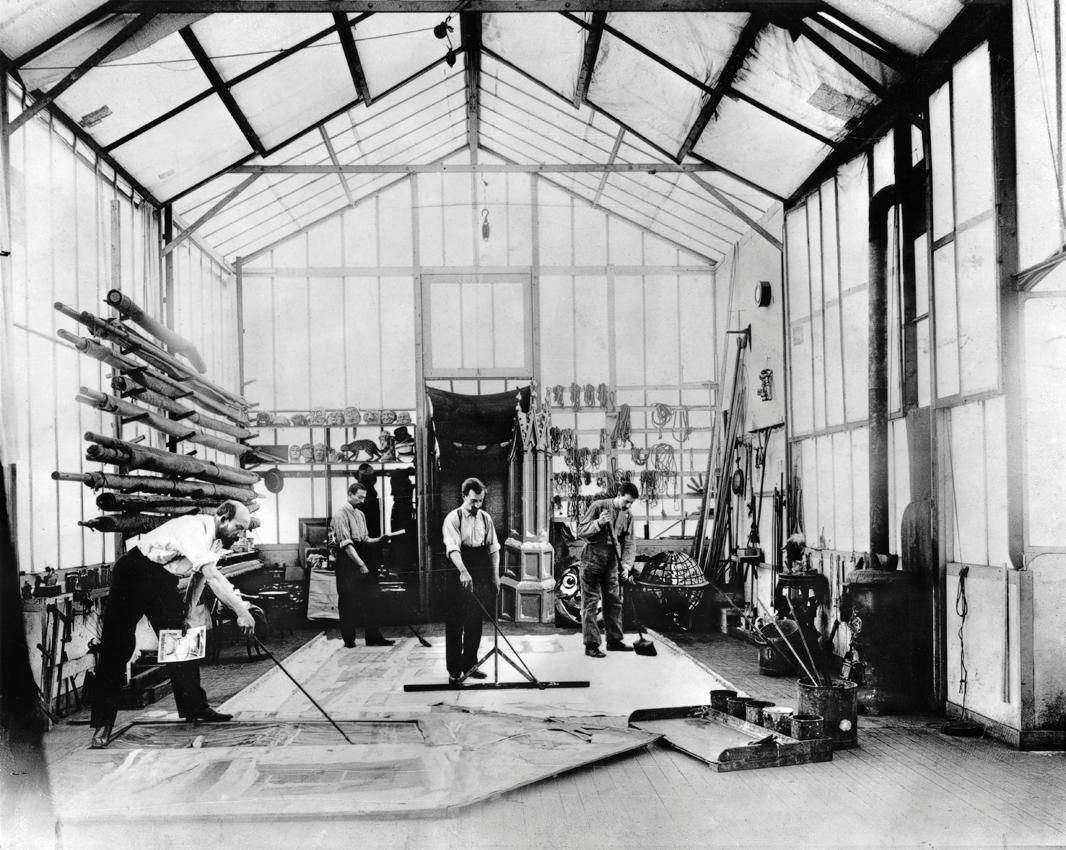
El primer estudio de cine en Francia, el de Méliès en Montreuil (París).

Cuando el 28 de diciembre de 1895 Méliès asistió invitado por los Lumière a la primera representación del Cinematógrafo, Méliès queda impresionado y su inagotable mente, que siempre está maquinando ideas, hace que lance una oferta para incluirlo en su función. Ante la negativa, Méliès experimenta para construir su propio cinematógrafo. Finalmente acaba comprando el aparato de otro inventor, Robert William Paul, y en abril de 1896 ya se halla realizando proyecciones en su teatro. Su deseo por crear sus propias películas le lleva a transformar el artilugio de Paul en una cámara con la que rueda su primer filme, Una partida de cartas.
El 5 de abril de 1896 proyectó las primeras películas en su teatro Robert Houdin; eran pequeñas escenas al aire libre, documentales similares a los de los hermanos Lumière. Su estilo evolucionó rápidamente, buscando crear películas parecidas a sus espectáculos de ilusionismo.

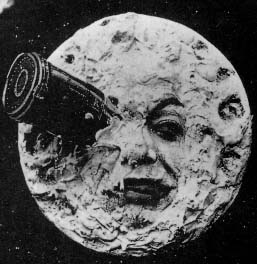
Fotograma de Viaje a la luna.

Méliès, tras estudiar el diseño del animatógrafo, modificó la máquina para que sirviera de cámara cinematográfica. Como en París aún no se disponía de película virgen ni de laboratorios de revelado, Méliès compraba película sin perforar en Londres y revelaba e imprimía personalmente sus películas por ensayo y error.
En septiembre de 1896, Méliès, Lucien Korsten y Lucien Reulos patentaron la Kinétographe Robert-Houdin, una cámara-proyector de hierro fundido, a la que Méliès se refería como su "molinillo de café" y "ametralladora" por el ruido que hacía. En 1897 la tecnología se había puesto al día y en París se pusieron a la venta cámaras mejores, lo que llevó a Méliès a descartar su propia cámara y comprar varias cámaras mejores fabricadas por Gaumont, los Lumière, y Pathé.
Fue pionero en la utilización del truco de sustitución de elementos mediante el parado de la cámara, y también lo fue en la exposición múltiple del negativo (doble sobreimpresión), y los fundidos a negro y desde negro. Invirtió una gran cantidad de dinero para la creación del que se consideró el primer estudio de cine, en el que se utilizaron sistemas mecánicos para ocultar zonas al sol, trampillas y otros mecanismos de puesta en escena.

## Éxito internacional
Méliès dirigió más de 500 películas entre 1896 y 1913, con duraciones que oscilaban entre 1 minuto y 40 minutos. La temática de estas películas suele ser similar a la de los espectáculos de magia que Méliès había realizado, con "trucos" y sucesos imposibles, como objetos que desaparecen o cambian de tamaño. Estas primeras películas de efectos especiales carecían esencialmente de argumento. Los efectos especiales se utilizaban únicamente para mostrar lo que era posible, más que para mejorar la narración general. Las primeras películas de Méliès se componían en su mayoría de efectos únicos en cámara, utilizados durante toda la película. Por ejemplo, tras experimentar con la exposición múltiple, Méliès creó su película The One-Man Band en la que interpretaba a siete personajes diferentes simultáneamente.
En 1902, creó la que está considerada su obra capital, Viaje a la Luna. En ella, la evolución de la continuidad narrativa cinematográfica da un paso de gigante, al montar la secuencia del disparo del cañón que lleva a los astrónomos a la Luna y, a continuación, poner en escena un decorado con la cara animada de esta, que va creciendo en travelling inverso y sobre la que acaba aterrizando la nave/bala de cañón, clavándose en ella.
La película tuvo un enorme éxito en Francia y en todo el mundo, y Méliès vendió a los exhibidores versiones en blanco y negro y coloreadas a mano. La película hizo famoso a Méliès en Estados Unidos, donde productores como Thomas Edison, Siegmund Lubin y William Selig habían producido copias ilegales y ganado grandes cantidades de dinero con ellas. Esta violación de los derechos de autor hizo que Méliès abriera una oficina de Star Films en la ciudad de Nueva York, con su hermano Gaston Méliès al frente. Gaston no había tenido éxito en el negocio del calzado y aceptó unirse a su hermano, que tenía más éxito, en la industria cinematográfica. Viajó a Nueva York en noviembre de 1902 y descubrió el alcance de las infracciones en Estados Unidos, como que Biograph había pagado derechos de autor por la película de Méliès al promotor cinematográfico Charles Urban. Cuando Gaston abrió la sucursal en Nueva York, incluyó un acta que decía en parte "Al abrir una fábrica y una oficina en Nueva York estamos dispuestos y decididos a perseguir con energía a todos los falsificadores y piratas. No hablaremos dos veces, ¡actuaremos!" Gaston contó en Estados Unidos con la ayuda de Lucien Reulos, marido de la cuñada de Gaston, Louise de Mirmont.
El gran éxito de Méliès en 1902 continuó con sus otras tres grandes producciones de ese año. En La coronación de Eduardo VII, Méliès recrea la coronación del nuevo rey británico Eduardo VII. La película se rodó antes del acontecimiento real (ya que se le negó el acceso a la coronación) y fue encargada por Charles Urban, jefe de la Warwick Trading Company y representante de Star Films en Londres. La película estaba lista para estrenarse el día de la coronación; sin embargo, el acontecimiento se pospuso seis semanas debido a la salud de Eduardo. Esto permitió a Méliès añadir a la película imágenes reales de la procesión en carruaje. La película tuvo éxito económico y se dice que al rey Eduardo VII le gustó. A continuación, Méliès realizó las féeries Los viajes de Gulliver entre los liliputienses y los gigantes', basada en la novela de Jonathan Swift, y Robinson Crusoe, basada en la novela de Daniel Defoe. 
En 1903, Méliès realizó El reino de las hadas, que el crítico de cine Jean Mitry ha calificado como "sin duda la mejor película de Méliès, y en cualquier caso la más intensamente poética". El Los Angeles Times calificó la película como "una interesante muestra de los límites a los que puede llegar la realización de imágenes en movimiento en manos de expertos equipados con tiempo y dinero para llevar a cabo sus dispositivos".Se conservan copias de la película en los archivos cinematográficos del British Film Institute y de la Biblioteca del Congreso de Estados Unidos.
Méliès continuó el año perfeccionando muchos de sus efectos de cámara, como transformaciones más rápidas en Diez damas en un paraguas y las siete superposiciones que utilizó en El melómano. Terminó el año con La condenación de Fausto, basada en la leyenda de Fausto. La película se basa libremente en una ópera de Hector Berlioz, pero presta menos atención a la historia y más a los efectos especiales que representan un recorrido por el infierno. Estos incluyen jardines subterráneos, muros de fuego y muros de agua. En 1904, realizó la secuela Fausto y Margarita. Esta vez, la película estaba basada en una ópera de Charles Gounod. Méliès también creó una versión combinada de las dos películas que coincidía con las principales arias de las óperas. Más tarde, en 1904, continuó realizando películas de "alto arte" como El barbero de Sevilla. Estas películas fueron populares entre el público y la crítica en el momento de su estreno, y ayudaron a Méliès a adquirir más prestigio.
Méliès intentó distribuir comercialmente Viaje a la Luna en Estados Unidos. Técnicos que trabajaban para Thomas Alva Edison lograron hacer copias de la película y las distribuyeron por toda Norteamérica. A pesar de que fue un éxito, Méliès nunca recibió dinero por su explotación. Creador de alrededor de quinientas películas, la paulatina transformación de la industria (monopolizada por Edison en Estados Unidos y Pathé en Francia), junto con la llegada de la Primera Guerra Mundial, afectaron a su negocio, que fue declinando sin remedio. Los negativos de sus películas fueron fundidos por un acreedor, ya que contenían plata. En 1923, se retiró de todo contacto con el cine.

### Retiro

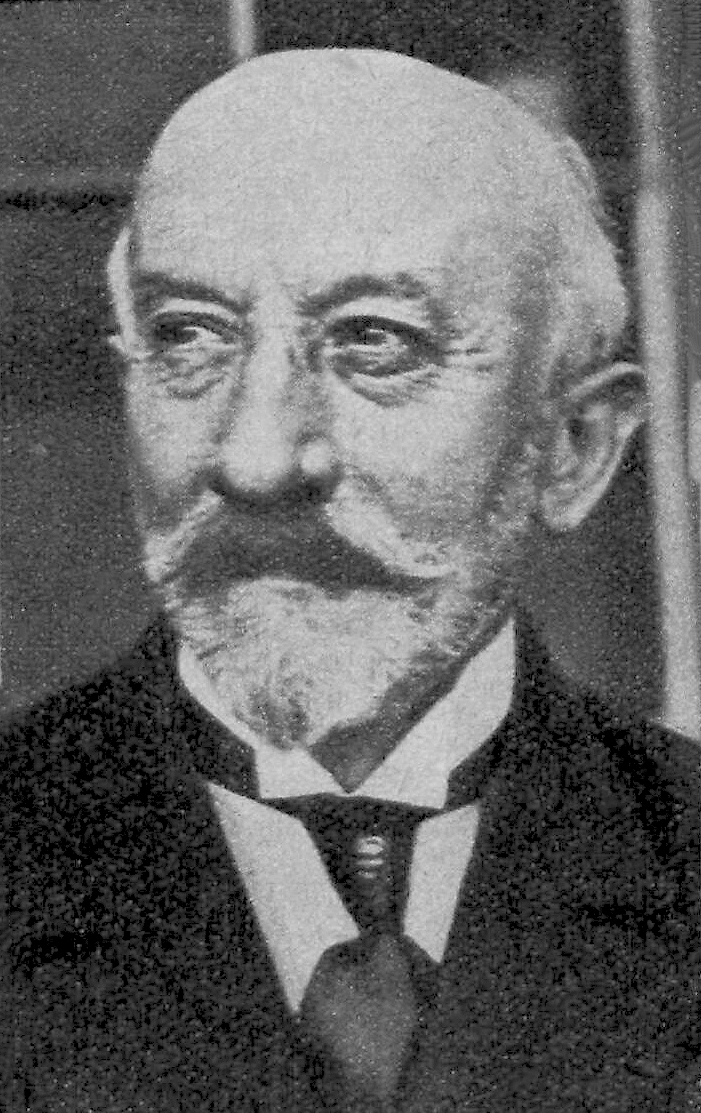
Georges Méliès en 1938.

De 1915 a 1923, Méliès montó, con la ayuda de su familia, numerosos espectáculos en uno de sus dos estudios cinematográficos transformado en teatro. El plagio por parte de diversos creadores de obras cinematográficas de la época se sumó a la lista de motivos por los cuales el director abandona el medio. En 1923, acosado por las deudas, tuvo que vender propiedades y abandonar Montreuil. 
En 1925, se reencontró con una de sus principales actrices, Jehanne d'Alcy, que entonces regentaba un quiosco de juguetes y golosinas en la estación de Montparnasse. Méliès se casó con ella y comenzaron a regentar juntos la tienda. Allí será reconocido más tarde por Léon Druhot, director de Ciné-Journal, quien lo rescató del olvido. Desde 1925, su obra fue redescubierta por la vanguardia cinematográfica francesa, especialmente por los surrealistas, que reivindicaron su figura hasta el punto de que Méliès fue reconocido con la Legión de Honor en 1931 por toda su trayectoria. 
En 1932, se encuentra en el Castillo de Orly, casa de jubilación de la «Mutua del cine» (institución fundada en 1921 por Léon Brézillon, presidente del sindicato francés de productores cinematográficos), y allí vivirá el resto de sus días con su esposa Jeanne d'Alcy. Falleció en el hospital Léopold Bellan de París y sus restos descansan en el cementerio de Père-Lachaise.
Poco antes de la muerte de Méliès en 1938, Henri Langlois, creador de la Cinemateca francesa, recuperó y restauró parte de sus películas. Georges Méliès fue el gran creador del cine de espectáculo y fantasía, dando el paso hacia la creación de un lenguaje de ficción para el cine del que carecía el cinematógrafo tomavistas de los Lumière. Desde 1946, el premio Méliès otorga anualmente el reconocimiento a la mejor película francesa.

## En la cultura popular
El vídeo musical Tonight, Tonight de los The Smashing Pumpkins está inspirado por la película de cine mudo Viaje a la Luna.
La película de 2011, Hugo, del director Martin Scorsese, que se basa en la novela de Brian Selznick, La invención de Hugo Cabret, es un homenaje a este gran ilusionista del cine. En ella, Méliès es interpretado por el actor británico Ben Kingsley.
En la novela La mecánica del corazón, de Mathias Malzieu, se narra parcialmente la historia de Méliès, que interviene como personaje secundario.
El vídeo Heaven for Everyone, del grupo inglés Queen, contiene imágenes de las películas El Viaje a la Luna, Viaje a través de lo imposible (Voyage à travers l'impossible) y El eclipse: el cortejo entre el Sol y la Luna (L'Éclipse du Soleil en Pleine Lune).
El 3 de mayo de 2018 el buscador Google le dedicó el primer doodle interactivo en 360° en motivo de la conmemoración del lanzamiento de la película À la conquête du Pôle (A la conquista del Polo) que se estrenó el 3 de mayo de 1912.